# Hieracium chlorinum
Hieracium chlorinum es una especie de planta con flor del género Hieracium, de la familia Asteraceae, orden Asterales.

## Distribución
Hieracium chlorinum se distribuye por Rusia.

## Taxonomía
Fue descrita científicamente por A. N. Sennikov. Fue publicada en Bot. Zhurn. (Moscow & Leningrad) 84(12): 130 (1999).